# Nicias huedepohli
Nicias huedepohli là một loài bọ cánh cứng trong họ Cerambycidae.